# Non auro, sed ferro, recuperanda est patria
Non auro, sed ferro, recuperanda est patria (Non con l'oro, ma con il ferro si riscatta la patria) è una frase latina il cui significato è che l'onore si riscatta con azioni concrete e non col denaro.
Tra le altre è usata nella leggenda romana delle Oche del Campidoglio.